# Хайнрих фон Хаген-Ипелбрун
Хайнрих фон Хаген-Ипелбрун (на немски: Heinrich von Hagen Herr zu Ippelbrunn; † 1549/1556) от род фон Хаген е господар на Ипелбрун (днес Епелборн) в Саарланд.
Той е вторият син на Фридрих II фон Хаген-Бушфелд († сл. 1514/сл. 1525), амтман на Пфалцел в Курфюрство Трир, и съпругата му София Грайфенклау фон Фолрадс († 1494), дъщеря на Фридрих Грайфенклау фон Фолрадс († 1480) и Катарина фон Елтер († 1488/1497). Внук е на рицар Хайнрих фон Хаген († 1469/1471) и втората му съпруга Йохана фон Шателет. По майчина линия е внук на Фридрих фон Грайфенклау, господар на Епелборн († ок. 1419) и съпругата му Ирмгард фон Ипелбрун († 1425), дъщеря наследничка на Фридрих фон Ипелбрун († 1425) и Аделхайд фон Бопард († 1425).
Брат е на Йохан IV Лудвиг фон Хаген (1492 – 1547), курфюрст и архиепископ на Трир (1540 – 1547). Роднина е по майчина линия на Рихард фон Грайфенклау цу Фолрадс, архиепископ и курфюрст на Трир (1511 – 1531).

## Фамилия
Хайнрих фон Хаген-Ипелбрун има с неизвестна жена три деца:
- Йохан фон Хаген де Конс († 23 август 1595), женен за фон Корнберг
- Маргарета фон Хаген, омъжена за Йохан Райхард фон Елтц
- София фон Хаген († 1584), омъжена I. за Йохан фон Брантшайд, II. за Филип Якоб фон Хелмщат († 1570), III. (1571) за Ханс Ерхард фон Флерсхайм († 19 януари 1588)

Хайнрих фон Хаген-Ипелбрун се жени за Мария Якоба фон Флекенщайн († сл. 1543), дъщеря на Хайнрих XVIII фон Флекенщайн († 1535) и Барбара фон Флекенщайн († сл. 1514), дъщеря на Якоб II фон Флекенщайн, шериф в Хагенау († 1514) и Вероника фон Андлау († 1496).. Те имат пет деца:
- Йохан Хайнрих фон Хаген († 13 юни 1563), женен за Елизабет Фрай фон Дерн († 1588); имат шест деца
- Филип Волф фон Хаген († 5 април 1577); има един син Филип, барон де Конс († пр. 1608)
- Йохан Лудвиг фон Хаген († 19 декември 1589), женен за Агнес Шенк фон Шмидбург
- Катарина фон Хаген, омъжена за Волфганг фон Вайнгартен
- Георг Фридрих фон Хаген